# Lars Ramberg

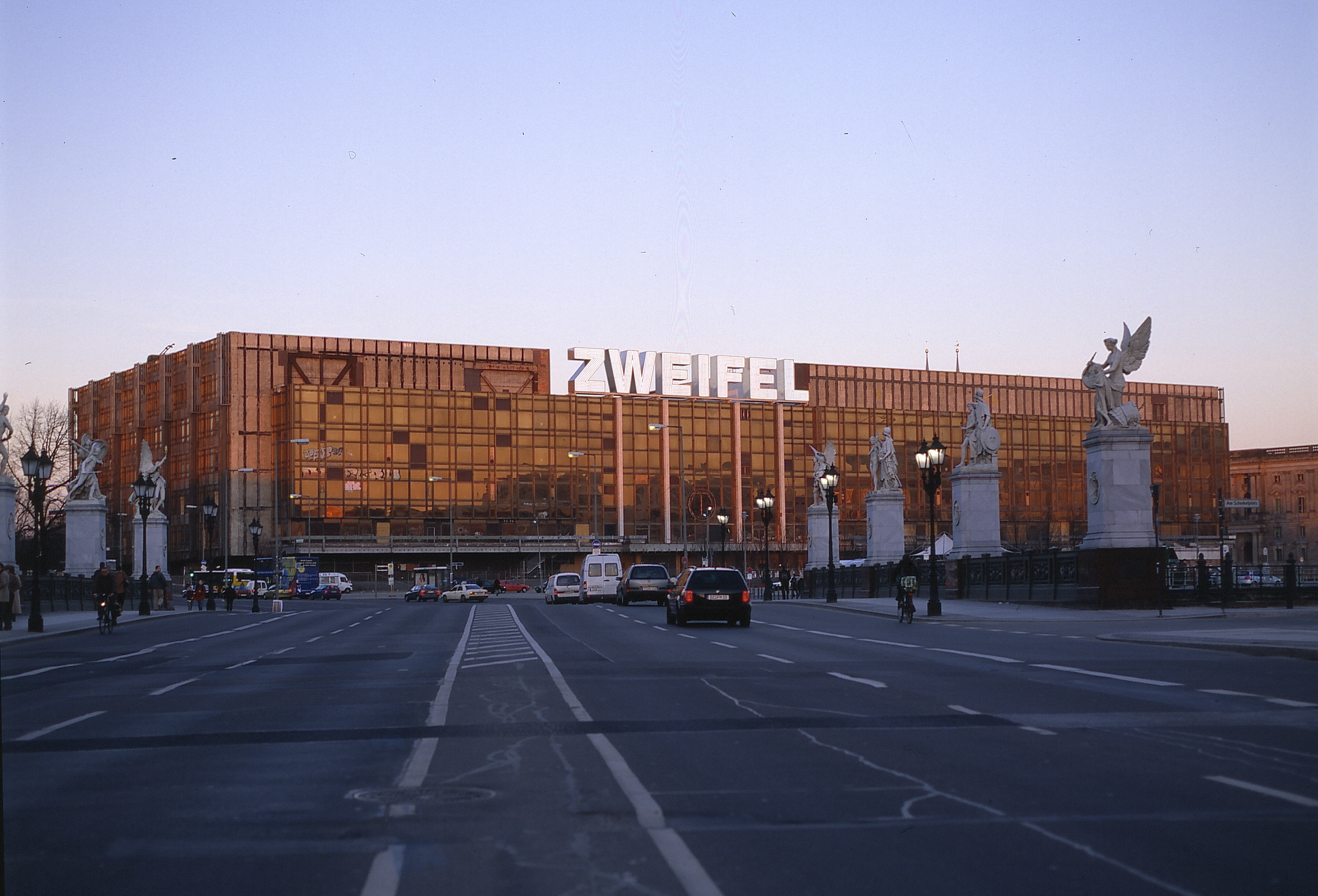
Installation auf dem Berliner Palast der Republik vor dessen Abriss (2005)

Lars Ø. Ramberg (* 1964 in Oslo) ist ein norwegischer Künstler, der in Berlin arbeitet.

## Werk
Ramberg beschäftigt sich hauptsächlich mit Installationen, Fotomanipulationen und Performances und versucht so, seiner Idee von Freiheit und sozialem Leben Ausdruck zu verleihen. Sein Betätigungsfeld ist vorwiegend der öffentliche Raum mit Ausgangspunkt im vorgefundenen sozialen und historischen Material.
Ein Stipendium am Künstlerhaus Bethanien in Berlin führte den Künstler 1998 nach Deutschland. Hier bereitete er das Vorhaben „Berlin Ostbahnhof“ mit den Originalbuchstaben des Ostberliner Bahnhofs vor und entwarf eine utopische Zugreise durch Europa, mit 40 Meter Schrift als Last – eine Visualisierung deutsch-europäischer und deutsch-deutscher Geschichte.

### Palast des Zweifels(2005)
In Deutschland wurde Ramberg 2005 durch ein breiteres Medienecho bekannt: Am 26. Januar 2005 installierte der Künstler auf dem Dach des Palast der Republik in Berlin mehr als sechs Meter hohe neonbeleuchtete Buchstaben, die das Wort „Zweifel“ in Versalien bildeten. Der Schriftzug war Teil des Projektes Palast des Zweifels. Ramberg wollte mit diesem die Diskussionen um den Palast fördern und mit dem Diskurs um verloren gegangene Utopien, dem Suchen nach neuen Perspektiven und Identitäten verbinden. Die Aktion lief bis zum 10. Mai 2005. 2017 wurde diskutiert, den Schriftzug neben dem Kreuz auf dem an der Stelle des Palasts als Humboldt Forum rekonstruierten Stadtschloss anzubringen.

### Weitere Arbeiten
Anlässlich der 100-Jahr-Feier zur norwegischen Unabhängigkeit im Jahre 2005 verwirklichte er für das Nationalmuseum Oslo die interaktive Skulptur „Liberté“, bestehend aus drei französischen Toilettenhäuschen in den Farben der Trikolore bzw. der norwegischen Nationalflagge, und verwies so auf den Zusammenhang zwischen französischer Revolution und norwegischer Populärdemokratie. Wie andere seiner Arbeiten wurde die Aktion kontrovers diskutiert.
In Deutschland hat Ramberg an zahlreichen Ausstellungen, besonders an Gruppenausstellungen, teilgenommen, so u. a. an Norske Profiler (Museum Folkwang Essen, Kunsthalle Rostock, 1997), Berlin North (Hamburger Bahnhof, Berlin, 2004), Urban Realities: Fokus Istanbul (Martin-Gropius-Bau, 2005). Einzelaktionen waren vorwiegend im skandinavischen Raum, aber auch in Deutschland zu sehen. International war Ramberg außerdem in Frankreich, den Niederlanden und Mexiko aktiv. Im Oktober 2006 nahm Ramberg an der Biennale von São Paulo in Brasilien teil, 2007 war er im Nordischen Pavillon auf der Biennale in Venedig vertreten.